# لوئیز سوواژ
لوئیز سوواژ (متولد ۱۸ سپتامبر ۱۹۷۲) یک مسابقه‌دهنده ویلچر پارالمپیک استرالیایی و مربی است. سوواژ اغلب به عنوان مشهورترین ورزشکار معلول استرالیا در نظر گرفته می‌شود. او در چهار بازی پارالمپیک ۹ مدال طلا و چهار نقره و در سه دوره مسابقات جهانی دو و میدانی IPC یازده مدال طلا و دو نقره کسب کرده است. او چهار بار ماراتن بوستون را برده است و رکوردهای جهانی را در ۱۵۰۰ متر، ۵۰۰۰ متر و ۴ در ۱۰۰ متر و ۴ در ۴۰۰ ثبت کرده است. او در سال ۱۹۹۹ بهترین ورزشکار زن استرالیا و در سال‌های ۱۹۹۹ و ۲۰۰۰ بهترین ورزشکار زن بین‌المللی با ویلچر سال شد. در سال ۲۰۰۲، زندگینامه او لوئیز سوواژ: داستان من منتشر شد.

## اوایل زندگی
لوئیس با یک عارضه نادر مادرزادی به نام میلومننگوسل (Myelomeningocele) متولد شد، که نوعی نقص در لوله عصبی است و موجب اختلالات شدیدی در نخاع و سیستم عصبی می‌شود. در نهایت این شرایط باعث شد که او از ناحیه پاها فلج شود. لوئیس به دلیل این مشکل بارها تحت عمل جراحی قرار گرفت؛ تا ده سالگی، او ۲۱ عمل جراحی را پشت سر گذاشت. این عملیات‌ها برای بهبود کیفیت زندگی او ضروری بودند، اما نتوانستند او را از استفاده از ویلچر بی‌نیاز کنند و باعث شد لوئیس در نهایت به ویلچرسواری روی آورد.
سواژ از سنین پایین به ورزش علاقه‌مند شد و ابتدا در رشته شنا فعالیت داشت، اما به تدریج به دو و میدانی و رقابت‌های ویلچری روی آورد،در سن ۱۵ سالگی، سواژ وارد دنیای رقابت‌های حرفه‌ای شد و اولین موفقیت‌های خود را در رقابت‌های ملی و بین‌المللی به دست آورد.

## حرفه ورزشی

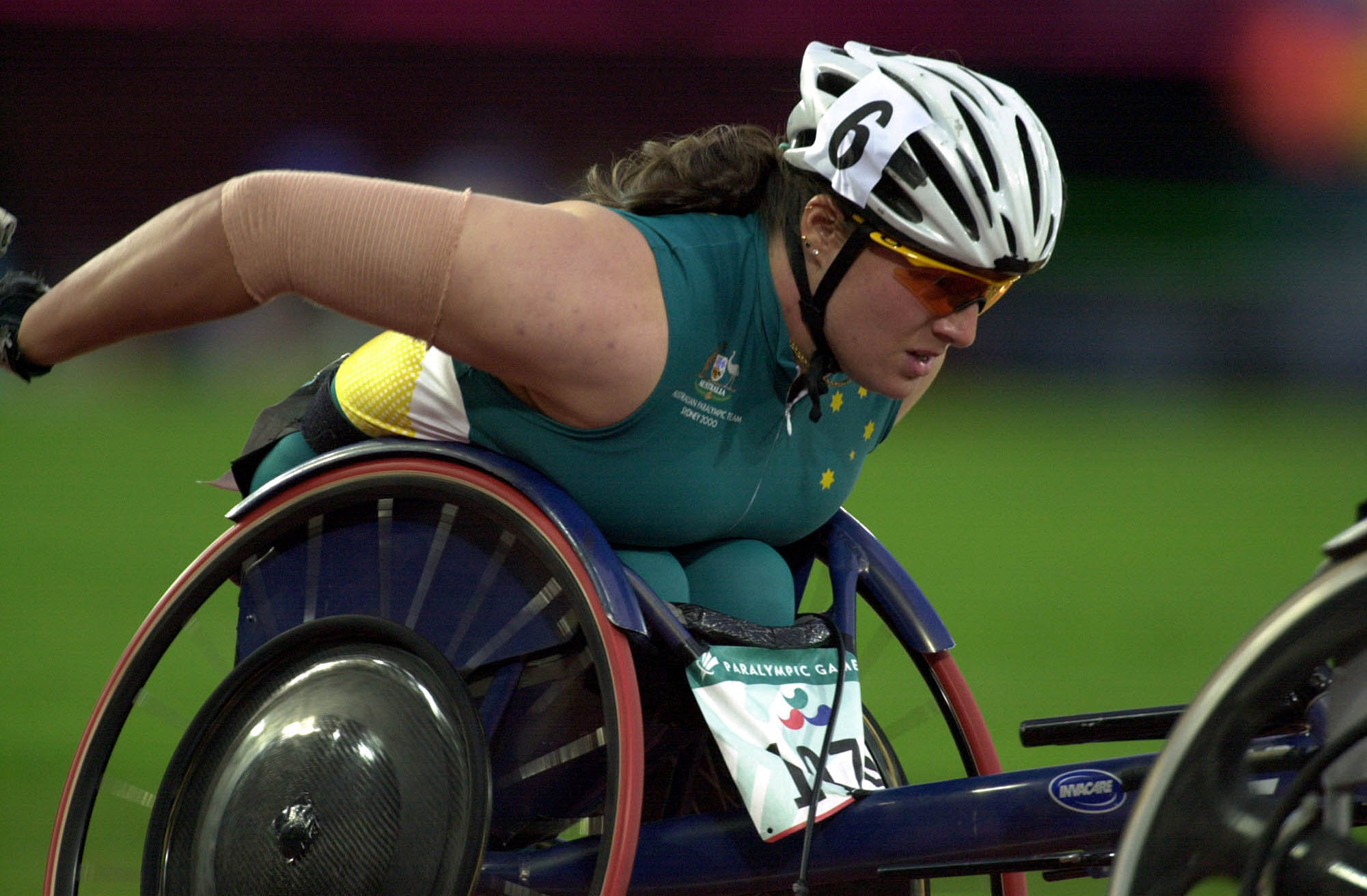
عکسی از سوویج در راه کسب مدال نقره در مسابقه ۸۰۰ متر کلاس T54 در پاراالمپیک ۲۰۰۰.

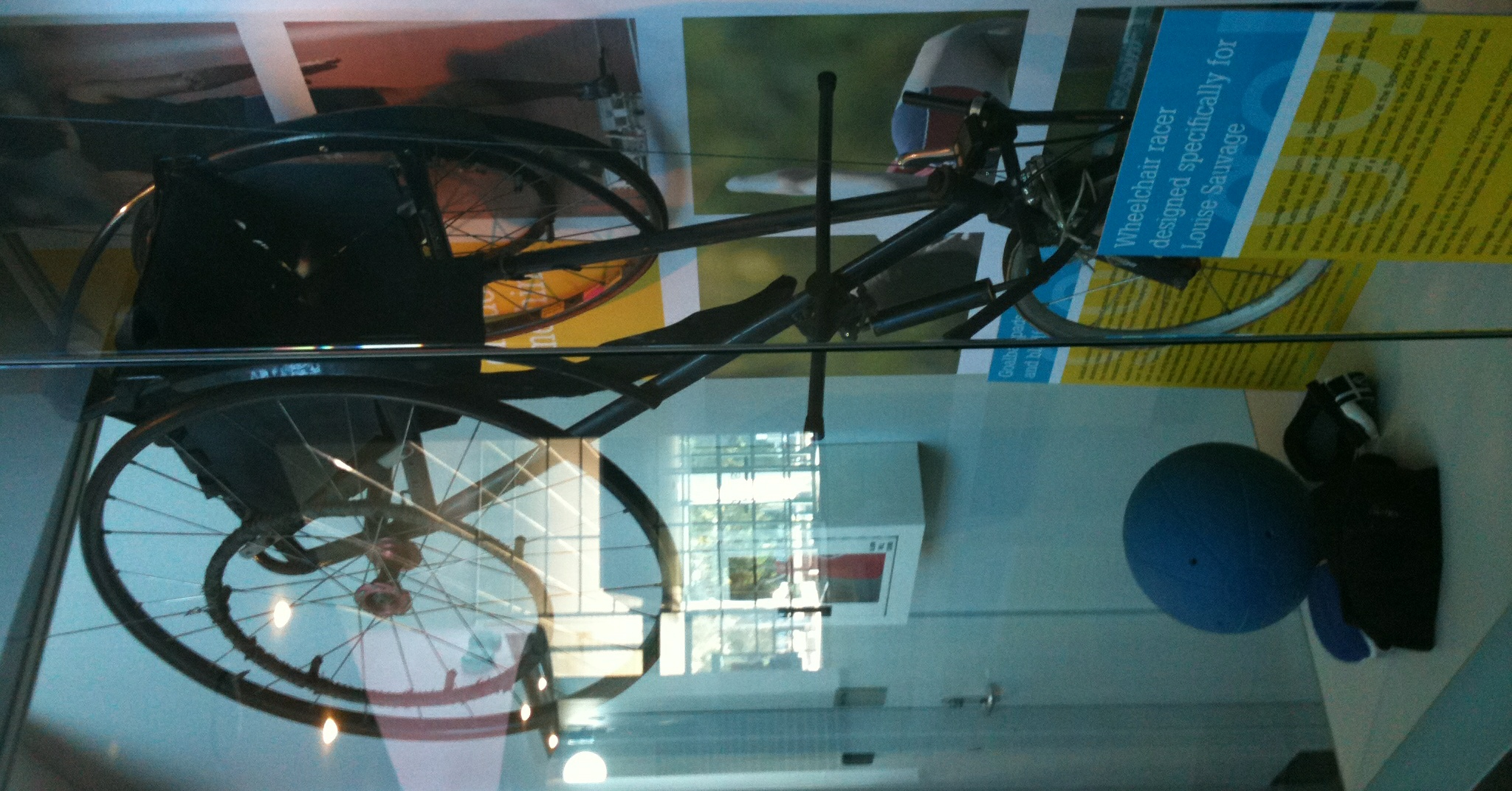
ویلچر لوئیز سوواژ در بازی‌های پارالمپیک ۱۹۹۶

از سن ۱۰ تا ۱۳ سالگی، سوواژ نماینده استرالیای غربی در مسابقات قهرمانی ملی شنا بود. او در سن ۱۴ سالگی به دلیل جراحی مجبور به کناره‌گیری از دنیای شنا شد.
در سال ۱۹۹۰، سوواژ در اولین مسابقه بین‌المللی خود در شهر آسن واقع در هلند شرکت کرد. او در رشته ۱۰۰ متر مدال طلا را کسب کرد آن‌هم با ثبت یک رکورد جهانی جدید. او همچنین برنده رشته ۲۰۰ متر شد اما به دلیل خارج شدن از خط خود محروم شد و از مسابقه کنار رفت.

### بازی‌های پارالمپیک

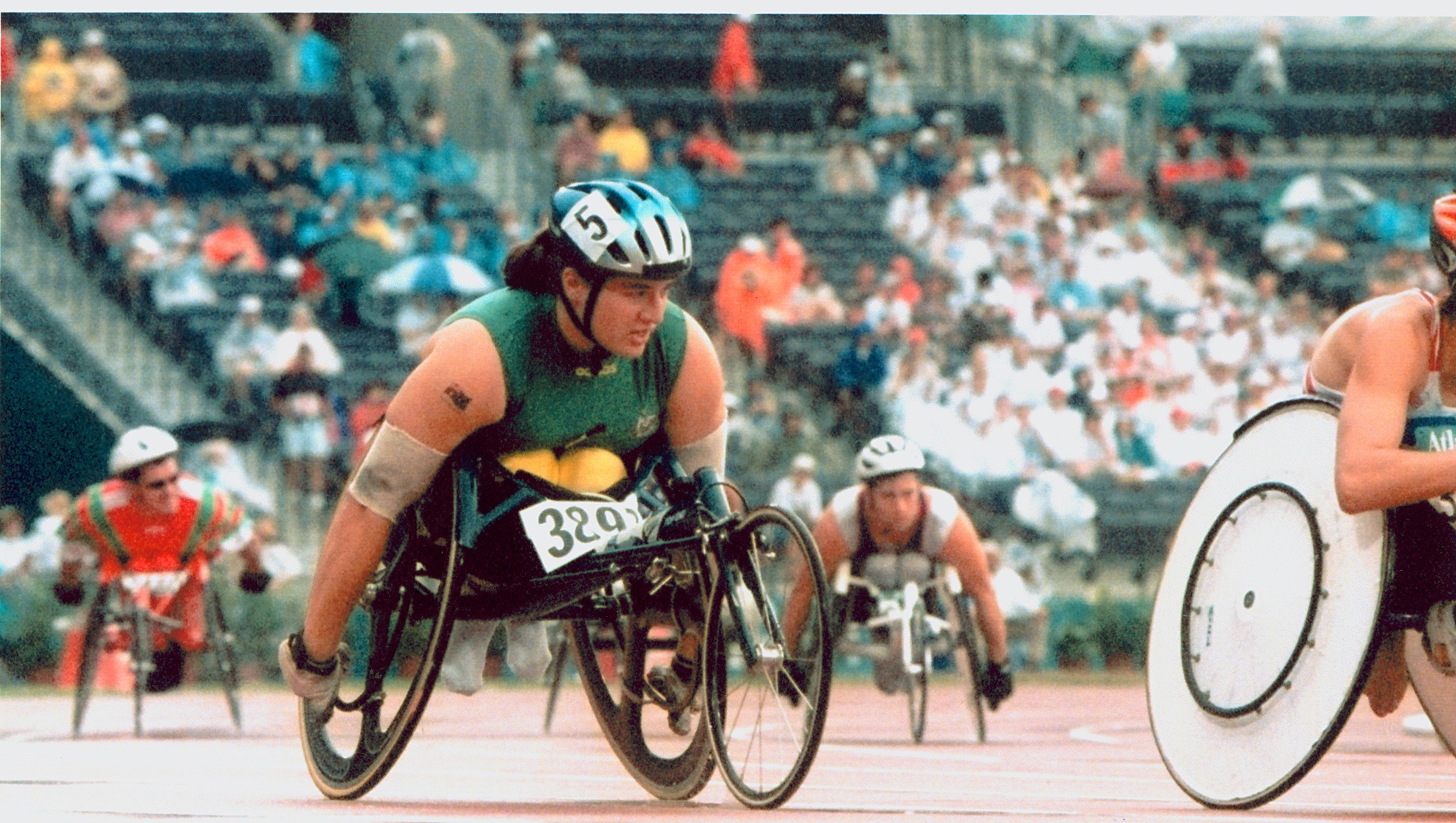
لوئیز سوواژ ورزشکار استرالیایی در بازی‌های پارالمپیک آتلانتا ۱۹۹۶ مسابقه می‌دهد.

او توسط فدراسیون پارالمپیک استرالیا به عنوان برترین زن مسابقه جاده‌ای با ویلچر در استرالیا معرفی شد. در بازی‌های پارالمپیک بارسلونا، او مدال‌های طلا را در ۱۰۰ متر، ۲۰۰ متر و ۴۰۰ متر و یک نقره در ماده ۸۰۰ متر در کلاس TW4 به دست آورد و در ماراتن کلاس TW3-4 ششم شد. برای قدردانی از موفقیت‌های ورزشی وی، مدال نشان استرالیا به او اعطا شد. سوواژ در خطر عدم شرکت در پارالمپیک ۱۹۹۲ به دلیل کم بودن منابع مالی فدراسیون پارالمپیک استرالیا بود اما فدراسیون برای تأمین هزینه‌های حمل و نقل تیم استرالیا به بارسلونا از مردم درخواست کمک مالی کرد. فدراسیون از طریق انواع کمک‌های کوچک مردمی، بودجه کافی را دریافت کرد که به سوواژ و دیگر ورزشکاران استرالیایی اجازه داد در مسابقه شرکت کنند.

### تمرین‌ها
سوواژ زمانی که در حال رقابت بود، ۱۰ تا ۱۴ ساعت در هفته تمرین می‌کرد. آموزش او بسیار متمرکز بود، و او سعی کرد آن را سرگرم‌کننده کند تا به او در حفظ علاقه کمک کند. او اغلب شش روز در هفته تمرین می‌کرد. تمرینات او شامل بوکس، شنا و ویلچرسواری بین ۲۵ تا ۳۵ کیلومتر در هر جلسه تمرینی بود.
فرانک پونتا یکی از اولین مربیان سوواژ بود. او در ادامه توسط جنی بنکس، که بر پیشرفت سوواژ به عنوان یک ورزشکار سطح بالای با ویلچر نظارت داشت هدایت شد. با مربی‌گری بنکس، سوواژ به موفقیت بین‌المللی در بازی‌های جهانی آسن در سال ۱۹۹۰ و بهترین مدال‌هایش در بازی‌های المپیک و پارالمپیک آتلانتا در سال ۱۹۹۶ رسید. اندرو داوز پس از پارالمپیک ۱۹۹۶ مربی او بود.

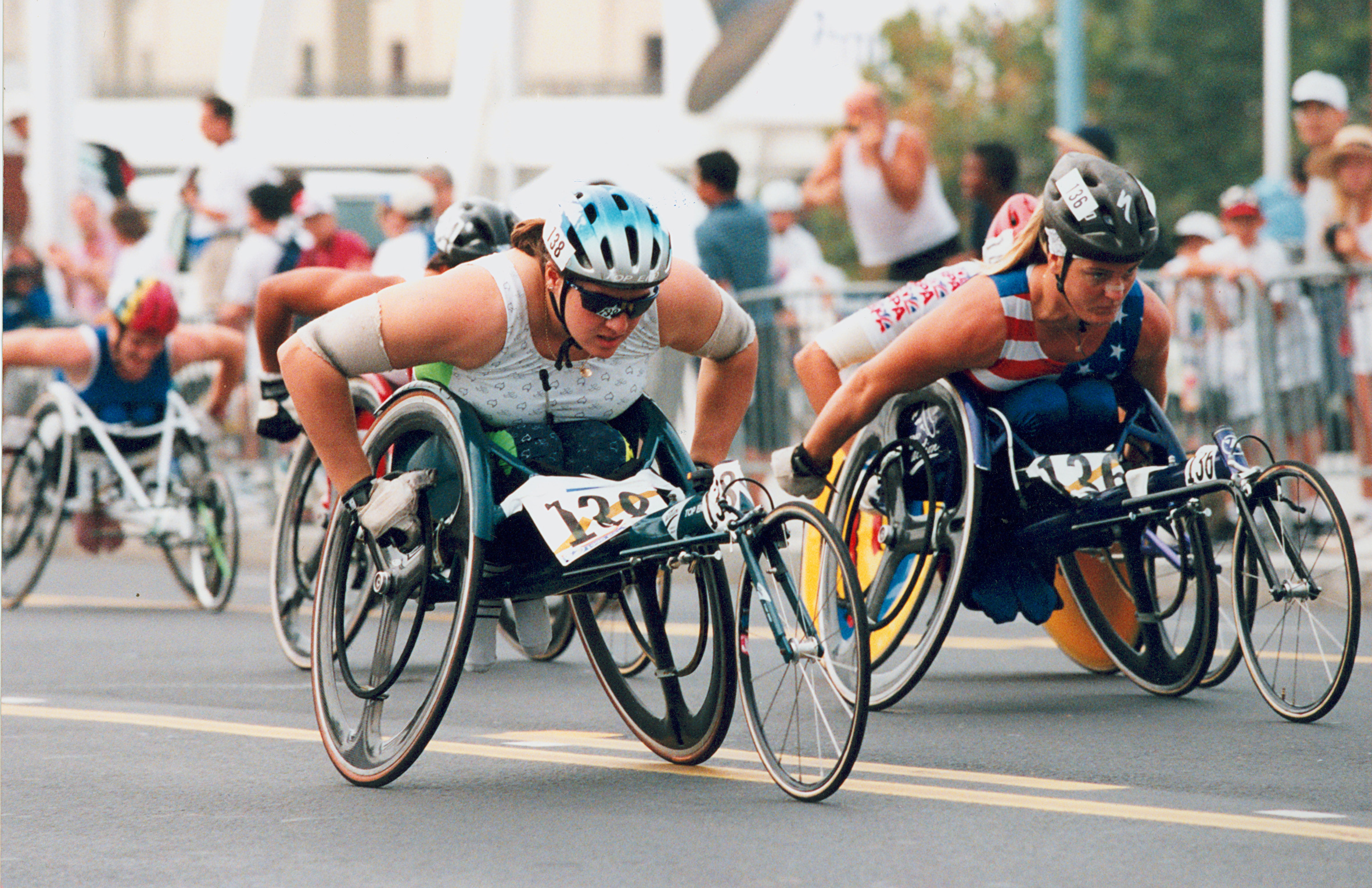
لوئیز سوواژ ورزشکار استرالیایی ویلچر کلاس T53 در ماراتن بازی‌های پارالمپیک آتلانتا در سال ۱۹۹۶ شرکت می‌کند.

## مربیگری
پس از بازنشستگی از رقابت‌های حرفه‌ای، لوئیس سواژ به مربیگری روی آورد و به عنوان یکی از مربیان برتر ورزشکاران با ویلچر شناخته شد. او در حال حاضر به عنوان مربی توسعه نخبگان ویلچر در موسسه ورزشی نیو ساوت ولز فعالیت می‌کند.

## افتخارات
لوئیس سواژ در دوران حرفه‌ای خود افتخارات بسیاری کسب کرده است. از جمله آنها می‌توان به کسب ۹ مدال طلا و ۴ مدال نقره در چهار دوره بازی‌های پارالمپیک (۱۹۹۲ بارسلونا، ۱۹۹۶ آتلانتا، و ۲۰۰۰ سیدنی) اشاره کرد. او همچنین چهار بار قهرمان ماراتن بوستون شد. سواژ در سال‌های ۱۹۹۹ و ۲۰۰۰ عنوان بهترین ورزشکار زن سال استرالیا را دریافت کرد. در سال ۲۰۰۰ مدال استرالیا به او اعطا شد و در سال ۲۰۰۷ به عنوان (اسطوره) به تالار مشاهیر ورزش استرالیا راه یافت. همچنین نشان افتخار استرالیا (OAM) را در سال‌های ۱۹۹۲ و ۲۰۰۵ دریافت کرد.

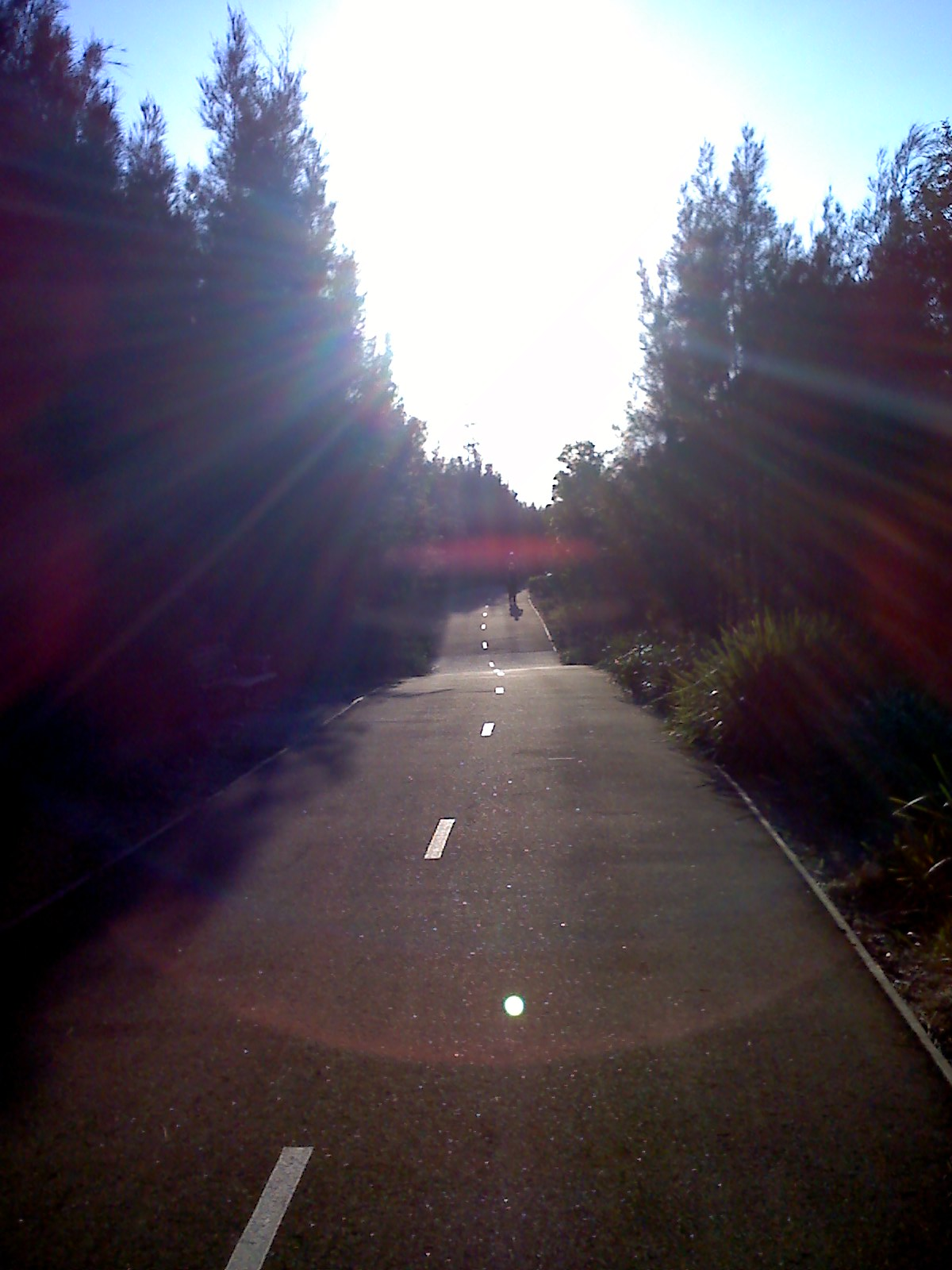
مسیر لوئیس سواژ در پارک المپیک سیدنی، استرالیا

## مسیر پیاده‌روی لوئیس سواژ
به افتخار لوئیس سواژ و دستاوردهای برجسته‌اش در عرصه ورزش، مسیر لوئیس سواژ (Louise Sauvage Pathway) در پارک المپیک سیدنی نامگذاری شده است. این مسیر که حدود ۷۰۰ متر طول دارد، در نزدیکی ورزشگاه ANZ و در مجاورت دیگر تأسیسات ورزشی پارک المپیک قرار گرفته است. این مسیر در سال ۲۰۰۲ افتتاح شد و شامل تابلوهایی است که دستاوردها و داستان زندگی سواژ را روایت می‌کنند. این مکان به عنوان یکی از جاذبه‌های ورزشی و فرهنگی سیدنی شناخته می‌شود.
این مسیر بخشی از میراث پارالمپیک ۲۰۰۰ سیدنی است و نقش کلیدی سواژ در این رویداد را یادآوری می‌کند. هدف از ایجاد این مسیر، ترویج ورزش و فعالیت بدنی برای عموم مردم و همچنین گرامیداشت دستاوردهای سواژ در دنیای ورزش است. مسیر لوئیس سواژ همواره به عنوان نمادی از عزم و اراده در مقابله با چالش‌ها شناخته می‌شود و بسیاری از بازدیدکنندگان از آن به عنوان منبع الهام استفاده می‌کنند.
سواژ در مورد این مسیر گفته است که نامگذاری چنین مسیری به نام او، افتخار بزرگی است و او امیدوار است که این مسیر به افراد الهام‌بخشی برای پیگیری اهداف و آرزوهایشان باشد. همچنین، در امتداد این مسیر، تابلوهایی نصب شده است که دستاوردها و داستان زندگی او را روایت می‌کنند و بازدیدکنندگان می‌توانند از این اطلاعات بهره‌مند شوند. این مسیر به عنوان یکی از جاذبه‌های گردشگری و ورزشی پارک المپیک سیدنی به شمار می‌رود.